# Ludesch
Ludesch ([luˈdeʃ] römisch Ludasko) ist eine österreichische Gemeinde mit 3696 Einwohnern (Stand 1. Jänner 2025) im Walgau in Vorarlberg. Sie besteht aus dem gleichnamigen Hauptort und der Siedlung Unterfeld.

## Name
Der Name des Dorfes Ludesch wird urkundlich 842 als Lodasco, 1265 als Ludaschg und 1402 als Ludäsch belegt.  Der Name setzt sich aus Lud (Flussname) und dem ligurischen Suffix ascu ab und hat die Bedeutung: zur Lud gehörend, bzw. Schwemmland der Lud und bezieht sich auf die hier fließende Lutz.

## Geografie

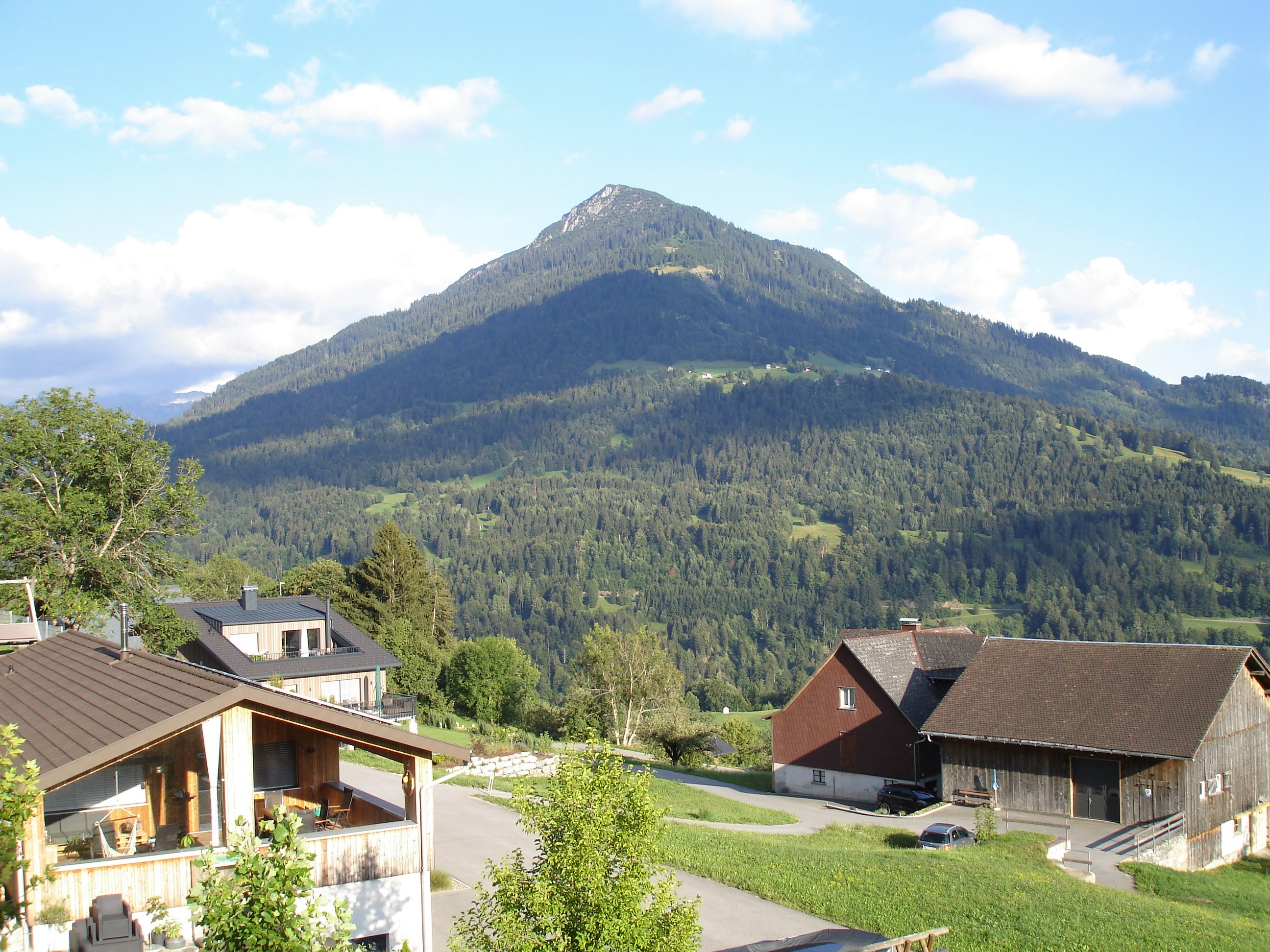
Blick von Thüringerberg auf den Hohen Fraßen und den auf halber Höhe liegenden Ludescherberg.

Ludesch liegt am südöstlichen Ufer der Lutz, noch im Walgau, aber am Eingang zum Großen Walsertal. Das Ortszentrum befindet sich auf 555 m ü. A. Im Norden und Nordwesten wird das Gemeindegebiet von der Lutz begrenzt, im Süden von der Ill, im Südosten folgt die Gemeindegrenze dem Höhenrücken von der Matona (717 m) zum Nitzkopf, dem mit 1709 Meter höchsten Punkt der Gemeinde.
Die Gemeinde hat eine Fläche von elf Quadratkilometer. Davon sind 48 Prozent bewaldet, 35 Prozent werden landwirtschaftlich genutzt und acht Prozent sind Gärten.

### Gemeindegliederung
Das Gemeindegebiet umfasst folgende zwei Ortschaften (in Klammern Einwohnerzahl Stand 1. Jänner 2025):
- Ludesch (3696)
- Ludescherberg (0)

Die Gemeinde besteht aus der Katastralgemeinde Ludesch.
Ludesch bildet gemeinsam mit den benachbarten Gemeinden Thüringen, Bludesch und Thüringerberg die Blumenegg-Gemeinden.

### Nachbargemeinden
| Thüringerberg      | St. Gerold                                  | Raggal   |
| Thüringen Bludesch | Kompassrose, die auf Nachbargemeinden zeigt |          |
| Nenzing            |                                             | Nüziders |

## Geschichte
Früher war die Gemeinde Zentrum für Landwirtschaft und Gemüseanbau, heute gibt es in der Gemeinde auch zahlreiche Industrie- und Handwerksbetriebe.
Ludesch war Teil der reichsunmittelbaren Herrschaft Blumenegg, stand damit von 1603 bis 1802 im Besitz der Fürstabtei von Weingarten und ging mit dieser nach dem Reichsdeputationshauptschluss 1802 an Oranien-Nassau. 1804 erwarben die Habsburger die gesamte Herrschaft im Tauschwege, seitdem ist Ludesch Teil von Österreich.
Einen Aufschwung erhielt die Gemeinde durch die Einrichtung einer Poststelle und den Eisenbahnanschluss im Jahr 1872. Um die Jahrhundertwende vom 19. zum 20. Jahrhundert entwickelten sich die ersten Gewerbe- sowie Handelsbetriebe. Seit den 1980er Jahren siedeln sich zunehmend unterschiedliche Wirtschaftsbetriebe an.

### Bevölkerungsentwicklung
Der Ausländeranteil lag Ende 2002 bei 13,7 %.

## Kultur und Sehenswürdigkeiten

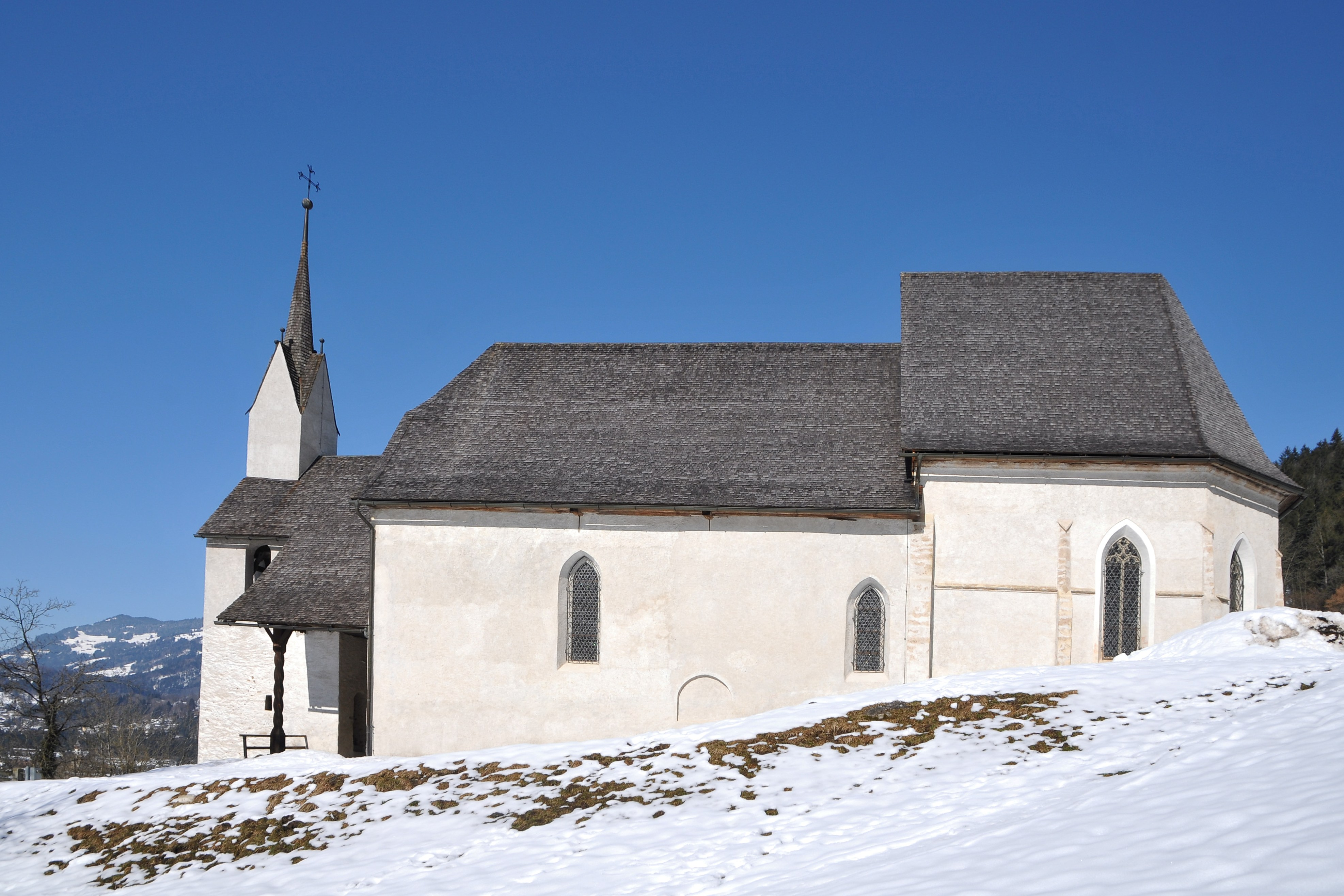
Alte Pfarrkirche Ludesch

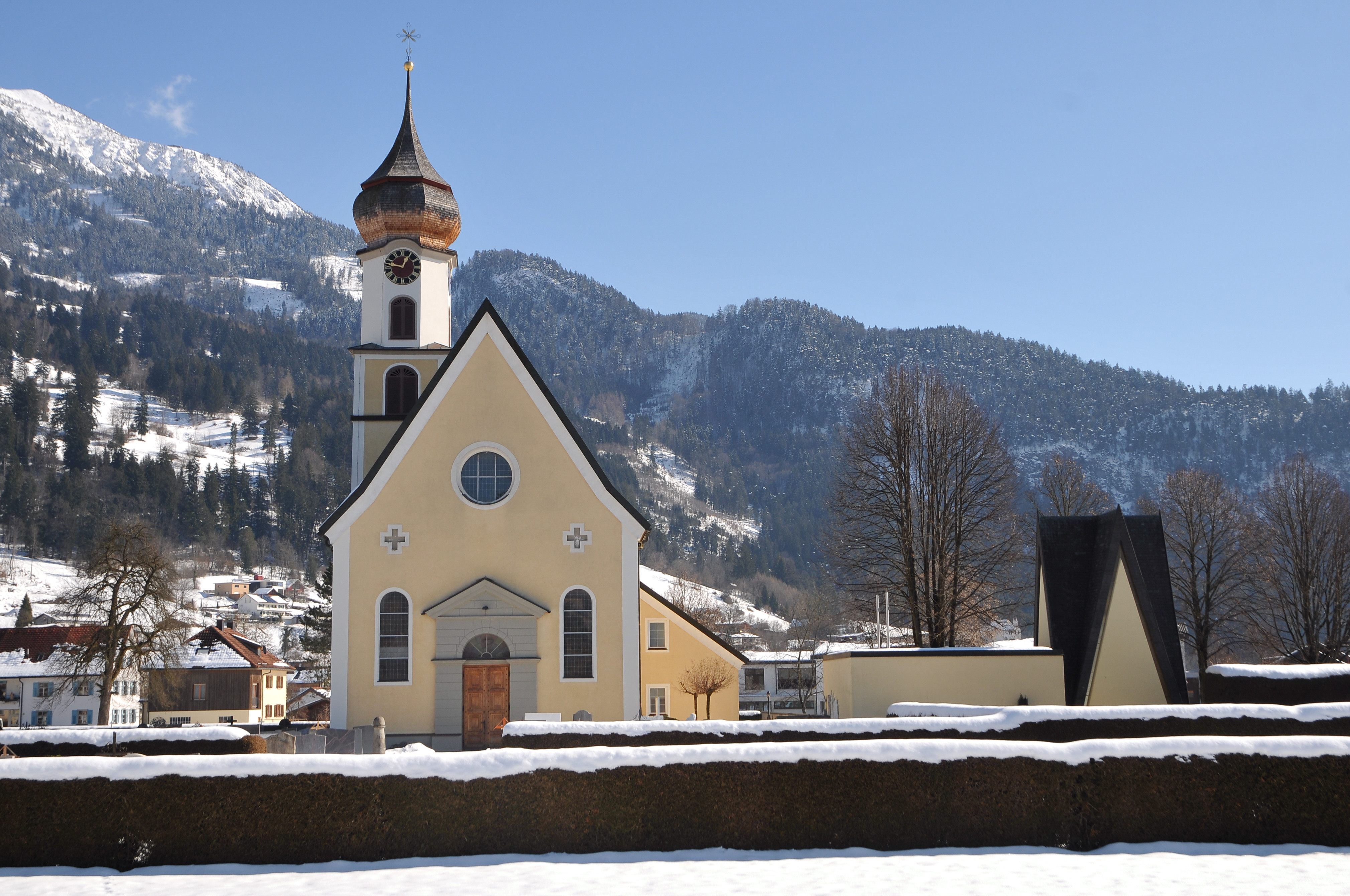
Neue Pfarrkirche Ludesch

- Alte Pfarrkirche Ludesch: Die dem hl. Martin geweihte Kirche ist das Wahrzeichen des Ortes. Der Mangel an Friedhofsraum und das Bestreben, die Vorfahren zu erhalten, führte dazu, dass dort ein Beinhaus eingerichtet wurde.
- Neue Pfarrkirche Ludesch: Die barocke Kirche hl. Sebastian wurde von 1637 bis 1639 mit der Unterstützung des Landvogtes Johann Rudolf von der Halden erbaut und 1640 zur Pfarrkirche erhoben.
- Europaschutzgebiet Ludescherberg.

## Wirtschaft und Infrastruktur
Am Ort gab es im Jahr 2003 49 Betriebe der gewerblichen Wirtschaft mit 408 Beschäftigten und 45 Lehrlingen. Lohnsteuerpflichtige Erwerbstätige gab es 1.280. Landwirtschaft spielt eine wichtige Rolle, der Anteil der landwirtschaftlichen Flächen an der Gesamtfläche liegt bei 40,6 %.

### Wirtschaftssektoren
Von den landwirtschaftlichen Betrieben des Jahres 2010 wurden 14 im Haupt-, 15 im Nebenerwerb, drei von Personengemeinschaften und drei von juristischen Personen geführt. Diese letzten drei bewirtschafteten 47 Prozent der Flächen. Im Produktionssektor arbeiteten 373 Erwerbstätige im Bereich Warenherstellung, 98 in der Bauwirtschaft und sechs in der Wasserver- und Abfallentsorgung. Die größten Arbeitgeber im Dienstleistungssektor waren die Bereiche soziale und öffentliche Dienste (206), Handel (99), Verkehr (94) und freiberufliche Dienstleistungen (48 Mitarbeiter).
| Wirtschaftssektor            | Anzahl Betriebe | Anzahl Betriebe | Erwerbstätige | Erwerbstätige |
| Wirtschaftssektor            | 2011            | 2001            | 2011          | 2001          |
| ---------------------------- | --------------- | --------------- | ------------- | ------------- |
| Land- und Forstwirtschaft 1) | 35              | 38              | 41            | 39            |
| Produktion                   | 43              | 37              | 373           | 485           |
| Dienstleistung               | 117             | 67              | 492           | 330           |

1) Betriebe mit Fläche in den Jahren 2010 und 1999
| Im Jahr 2011 wohnten 1666 Erwerbstätige in Ludesch. Davon arbeiteten 291 in der Gemeinde, mehr als achtzig Prozent pendelten aus. Von den umliegenden Gemeinden kamen 615 Menschen zur Arbeit nach Ludesch. - Die Firma Ball produziert in Ludesch Alu-Dosen für Red Bull und Rauch Fruchtsäfte. - Die Firma Martin GmbH verlegt bis 2020 ihren Standort von Braz nach Ludesch und investiert dort rund 14 Millionen Euro für die Produktion von Baggeranbaugeräten. | Die zur Anzeige dieser Grafik verwendete Erweiterung wurde dauerhaft deaktiviert. Wir arbeiten aktuell daran, diese und weitere betroffene Grafiken auf ein neues Format umzustellen. (Mehr dazu) |

### Verkehr
Der Bahnhof Ludesch liegt an der Bahnstrecke Lindau–Bludenz und ist in das Netz der S-Bahn Vorarlberg integriert, wobei im 30-Minuten-Takt Verbindungen nach Bregenz und Bludenz bestehen. Bis 2015 entstand südlich des Bahnhofs eine Verschubanlage, um den Bahnhof Bludenz wegen des hohen Gütertransportaufkommens der Firmen Rauch und Ball zu entlasten.

### Bildung
Im Ort wurden im Jänner 2003 180 Schüler gezählt.
In Ludesch gibt es einen Kindergarten eine Volksschule und einen Montessori-Kindergarten und Volksschule.

## Politik

### Gemeindevertretung
In Vorarlberg wählen die Bürger alle fünf Jahre die Mitglieder der Gemeindevertretung durch Ankreuzen eines Listen-Wahlvorschlages bzw. durch Mehrheitswahl wenn kein Listenvorschlag vorliegt. Weiters den Bürgermeister durch Ankreuzen eines Wahlvorschlages.
Die Gemeindevertretung wählt in der konstituierenden Sitzung aus ihrer Mitte – sofern keine Wahl durch die Bürger zustande kam – gemäß § 61 Gemeindegesetz einen Bürgermeister und dann einen mindestens dreiköpfigen Gemeindevorstand. Die Zahl dieser „Gemeinderäte“ darf aber gemäß § 55 den vierten Teil der Zahl der Gemeindevertreter nicht übersteigen.
Der Bürgermeister führt den Vorsitz bei den generell öffentlichen Sitzungen der Gemeindevertretung, in denen kommunale Belange besprochen und Beschlüsse gefasst werden. Beobachter haben kein Mitspracherecht und kein Stimmrecht. Die Gemeindevertretung kann nach Bedarf Ausschüsse bestellen. Sitzungen des Gemeindevorstandes und der Ausschüsse sind nicht öffentlich.

#### Sitzverteilung nach den Wahlen
- Gemeindevertretungswahlen 1985: ÖVP 12, Unabh. Ortsliste 7, SPÖ 2.[16]
- Gemeindevertretungswahlen 1990: ÖVP 13, Unabh. Ortsliste 7, SPÖ 1.[17]
- Gemeindevertretungswahlen 1995: ÖVP 12, Freiheitliche 4, Die Unabhängigen 4, SPÖ 1.[18]
- Gemeindevertretungswahlen 2000: Gemeinsam für Ludesch 21.[19]
- Gemeindevertretungswahlen 2005: Gemeinsam für Ludesch 18, LUTZ 6.[20]
- Gemeindevertretungswahlen 2010: Gemeinsam für Ludesch 18, LUTZ 6.[21]
- Gemeindevertretungswahlen 2015: Gemeinsam für Ludesch 18, LUTZ 6.[22]
- Gemeindevertretungswahlen 2020: Gemeinsam für Ludesch 17, LUTZ 7.[23]
- Gemeindevertretungswahlen 2025: Gemeinsam für Ludesch 18, LUTZ 3, Die Freiheitlichen 3.[24]

### Bürgermeister
- 1945–1946 Anton Burtscher[25]
- 1946–1949 Eduard Gassner[25]
- 1949–1960 Albert Burtscher[25]
- 1960–1984 Hubert Ammann[25]
- 1984–2008 Paul Ammann (ÖVP)[25]
- 2008 bis 2020: Dieter Lauermann (Gemeinsam für Ludesch)[26]
- 2020 bis 2023: Martin Schanung (Gemeinsam für Ludesch)[27][28]
- seit 2023: Alexandra Schalegg (Gemeinsam für Ludesch)[29]

### Wappen
| Wappen von Ludesch | Blasonierung: „Im geteilten Schild oben auf silbernem Grund zwei blaue Wolkenbalken und unten auf goldenem Grund ein nach unten verlaufender schwarzer Sparren von einem waagrechten schwarzen Balken gekreuzt.“ |
| Wappen von Ludesch | Wappenbegründung: Das Gemeindewappen entstand im Jahre 1968 nach einem Entwurf des Schrunser Künstlers und Heraldikers Konrad Honold.                                                                            |

### Gemeindepartnerschaften
- Sankt Martin an der Raab im Burgenland

## Persönlichkeiten

### Ehrenbürger der Gemeinde
- Martin Thurnher (1844–1922), Lehrer und Politiker (CSP)

### Söhne und Töchter der Gemeinde
- Michael Anton Fuetscher (1774–1827), Maler
- Antonia Matt (1878–1958), Schaustellerin, geboren und aufgewachsen in Ludesch
- Karl Zerlauth (1894–1967), Politiker (CS, ÖVP) und Landwirt
- Johannes Wohlgenannt Zincke (* 1959), Komponist, Musiker und Veranstalter

### Mit der Gemeinde verbundene Persönlichkeiten
- Hans Thöni (* 1931), Baumeister und Heimatforscher
- Martin Zerlauth (* 1945), Politiker (FPÖ) und Landesbeamter
- Benedikt Zech (* 1990), Fußballspieler
- Valentino Müller (* 1999), Fußballspieler